# Роддер
Роддер (нім. Rodder) — громада в Німеччині, розташована в землі Рейнланд-Пфальц. Входить до складу району Арвайлер. Складова частина об'єднання громад Аденау.
Площа — 6,38 км2. Населення становить 250 ос. (станом на 31 грудня 2020).